# Риваденейра, Мануэль
Мануэль Риваденейра (исп. Manuel Rivadeneyra; 1805, Барселона — 1 апреля 1872, Мадрид) — испанский издатель и типограф.

## Биография
Осваивая специальность простого типографского наборщика, учился в Барселоне и Париже. Пройдя школу мастерства на родине, а также в разных странах Европы, сумел стать первоклассным типографом. Часто испытывал тяжелую нужду, но не падал духом.
В возрасте 35 лет приступил к осуществлению своей мечты: созданию многотомной «Библиотеки испанских авторов», в которую по его планам, должны были войти все лучшие произведения испанских писателей, философов, историков за все столетия.
М. Риваденейра не располагал средствами для осуществления такой грандиозной задачи. Но неистовая вера в необходимость создания «Библиотеки» вселяла в него силы, и он отправился в Латинскую Америку, где, как он думал, ему удастся скопить денег для того, чтобы осуществить невиданное по размаху дело.
В первый раз М. Риваденейра попал в Латинскую Америку в 1838 году и прожил в Чили до 1842 года, где у него родился сын Адольфо (1841—1882), впоследствии известный дипломат, востоковед и путешественник. Расчеты М. Риваденейры оправдались. В Чили он основал несколько типографий, разбогател, добился славы и, по-прежнему одержимый мыслью о создании «Библиотеки испанских авторов», решил вернуться на родину.

Мануэль Риваденейра на обложке одного из томов «Библиотеки испанских авторов»

Возвращение длилось больше года, по дороге домой он побывал во многих странах Латинской Америки, проехал и исходил пешком сотни километров.
Будучи типографом самого высокого класса, он понимал, что для издания энциклопедической «Библиотеки» нужны опытные помощники, глубоко знающие испанское культурное наследие. Совладельцем основанной им типографии «Публисидад» стал выдающийся каталонский литератор, критик и философ Карлос Арибау Буэнавентура (1798—1862), составитель и комментатор многих томов знаменитой «Библиотеки». Именно он привлек к литературной работе над «Библиотекой» самых блистательных писателей, исследователей и эрудитов Испании того времени — X. Э. Арсенбуча, А. Дурана, К. Роселла, А. Фернандеса Герру, А. де Кастро и ряд других.
Издание каждого тома обходилось очень дорого. Тиражи часто залеживались на полках книжных магазинов и в издательстве. Не раз М. Риваденейре и его компаньонам грозил финансовый крах. Первый том «Библиотеки», опубликованный в 1846 году, спустя почти десять лет после зарождения столь фантастичной по тем временам идеи, не принес никакого дохода. Последующие тома выходили с большими интервалами. Но «Библиотеку» спасло упорство издателя. Ещё три раза пересекал М. Риваденейра Атлантический океан. Он вез в Латинскую Америку немалую часть тиражей изданных томов, кое-какие товары, которые надеялся продать с немалой выгодой, в разных странах континента основывал книжные лавки, находил покупателей, подписчиков и снова возвращался на родину с деньгами, которые целиком уходили на издание «Библиотеки». Порой ему на помощь приходили испанские меценаты, но, по существу, издание каждого нового тома было подвигом М. Риваденейры и его соратников.
В 1856 году испанский депутат Кандило Носедаль внёс на рассмотрение кортесов предложение о государственном субсидировании «Библиотеки испанских авторов» (исп. «Biblioteca de Autores Españoles desde la formación del lenguaje hasta nuestros días», Madrid: Rivadeneyra, 1846—1888). Предложение было одобрено, и с 38-го тома «Библиотека» стала стабильным и регулярным изданием. 64-й том появился уже после смерти её основателя. В подготовке последних семи томов приняли участие его сыновья. В 1880 году после публикации 71-го тома серия «Библиотека испанских авторов» завершилась.